# Torcy-le-Petit (Aube)
Torcy-le-Petit is een gemeente in het Franse departement Aube (regio Grand Est) en telt 80 inwoners (2009). De plaats maakt deel uit van het arrondissement Troyes.

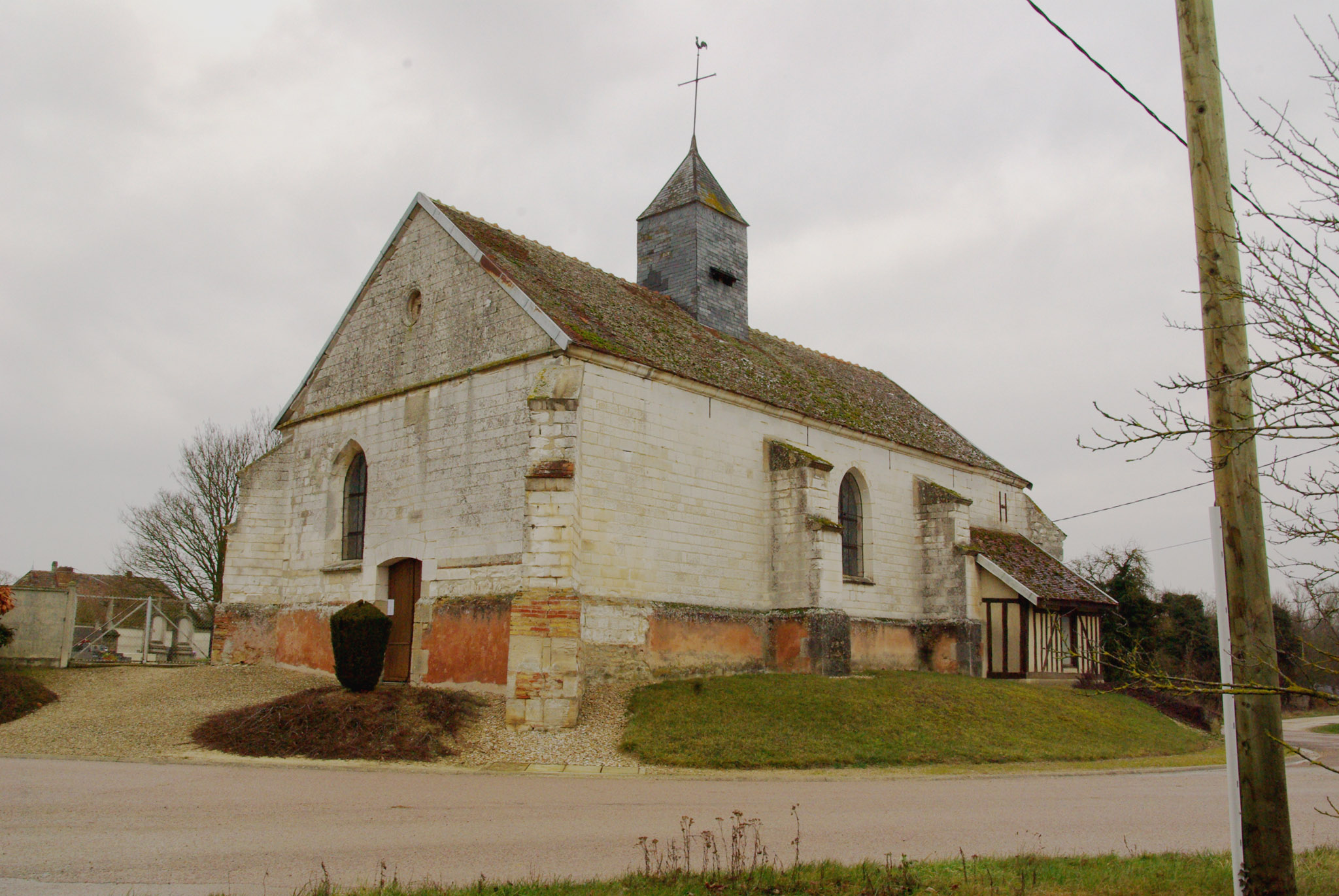
Kerk in Torcy-le-Petit
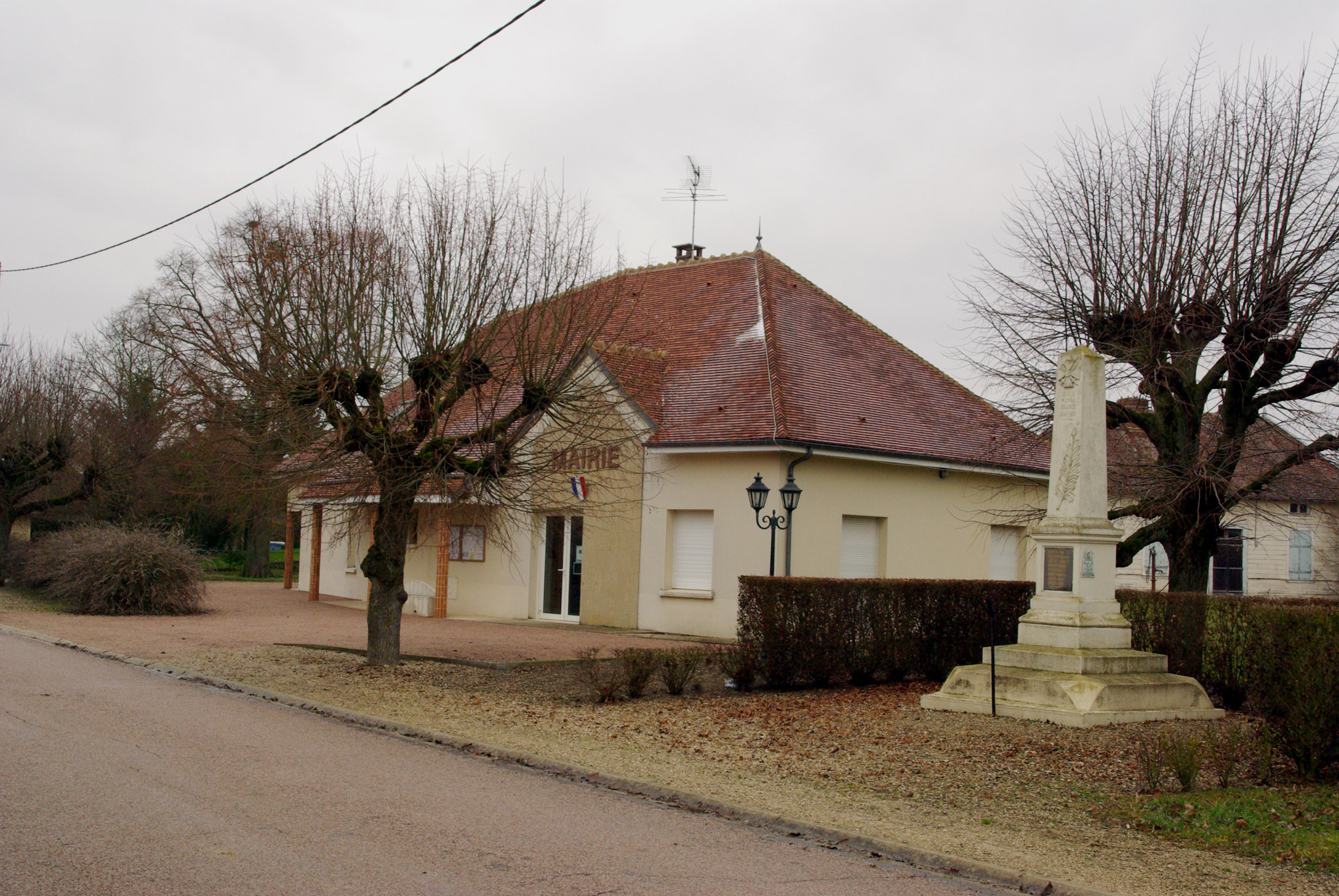
Gemeentehuis

## Geografie
De oppervlakte van Torcy-le-Petit bedraagt 7,2 km², de bevolkingsdichtheid is dus 11,1 inwoners per km².
De onderstaande kaart toont de ligging van Torcy-le-Petit (Aube) met de belangrijkste infrastructuur en aangrenzende gemeenten.

## Demografie
Onderstaande figuur toont het verloop van het inwonertal (bron: INSEE-tellingen).

Vanwege een beveiligingsprobleem met de MediaWiki Graph-software is het momenteel niet mogelijk deze grafiek weer te geven. Zodra de software is bijgewerkt zal de grafiek vanzelf weer zichtbaar worden.